# Jaminia quadridens
Bulime à quatre dents, Bulime inverse
Espèce
Synonymes
- Helix quadridens O. F. Müller, 1774

Statut de conservation UICN

LC : Préoccupation mineure
Répartition géographique
 Jaminia quadridens , le Bulime à quatre dents ou Bulime inverse, est une espèce de mollusques gastéropodes terrestres de la famille des Enidae.

## Description
La coquille mesure de 7 à 15 mm du haut, et de 3 à 4 mm de large, de forme ovoïde-allongée plus ou moins cylindrique, brun testacé, peu luisante. Elle comporte 7 à 9 tours senestres, seule de cette famille en Europe occidentale continentale à présenter cette caractéristique. Son péristome est blanc, épaissi, comporte quatre dents à l'intérieur, 1 pariétale, 1 palatale et 2 columellaires, qui peuvent être plus ou moins développées.   
Ces deux dernières caractéristiques permettent de ne pas la confondre, sauf avec les autres espèces de Jaminia dans leurs aires respectives, dont les coquilles ne présentent guère de différence visible.  

## Répartition
Il s'agit d'une espèce méditerranéenne et ouest-européenne, présente de l'Est de l'Espagne au Nord de la Grèce, et au centre de l'Allemagne. Dans le sud de son aire, elle ne semble pas menacée.  
Par contre, dans les Alpes et le Massif central, elle est menacée par la destruction de ses habitats secs. Elle est vulnérable en Suisse, et en danger critique d'extinction en Autriche, en Allemagne et dans la région Centre de la France. 

## Habitats
C'est une espèce xéro-thermophile, qui vit sur les pentes herbeuses sèches, entre les pierres, de préférence sur substrats calcaires. Elle supporte le pâturage extensif. Dans les Alpes, elle est présente jusqu’à 2 400 m d'altitude. 

## Galerie

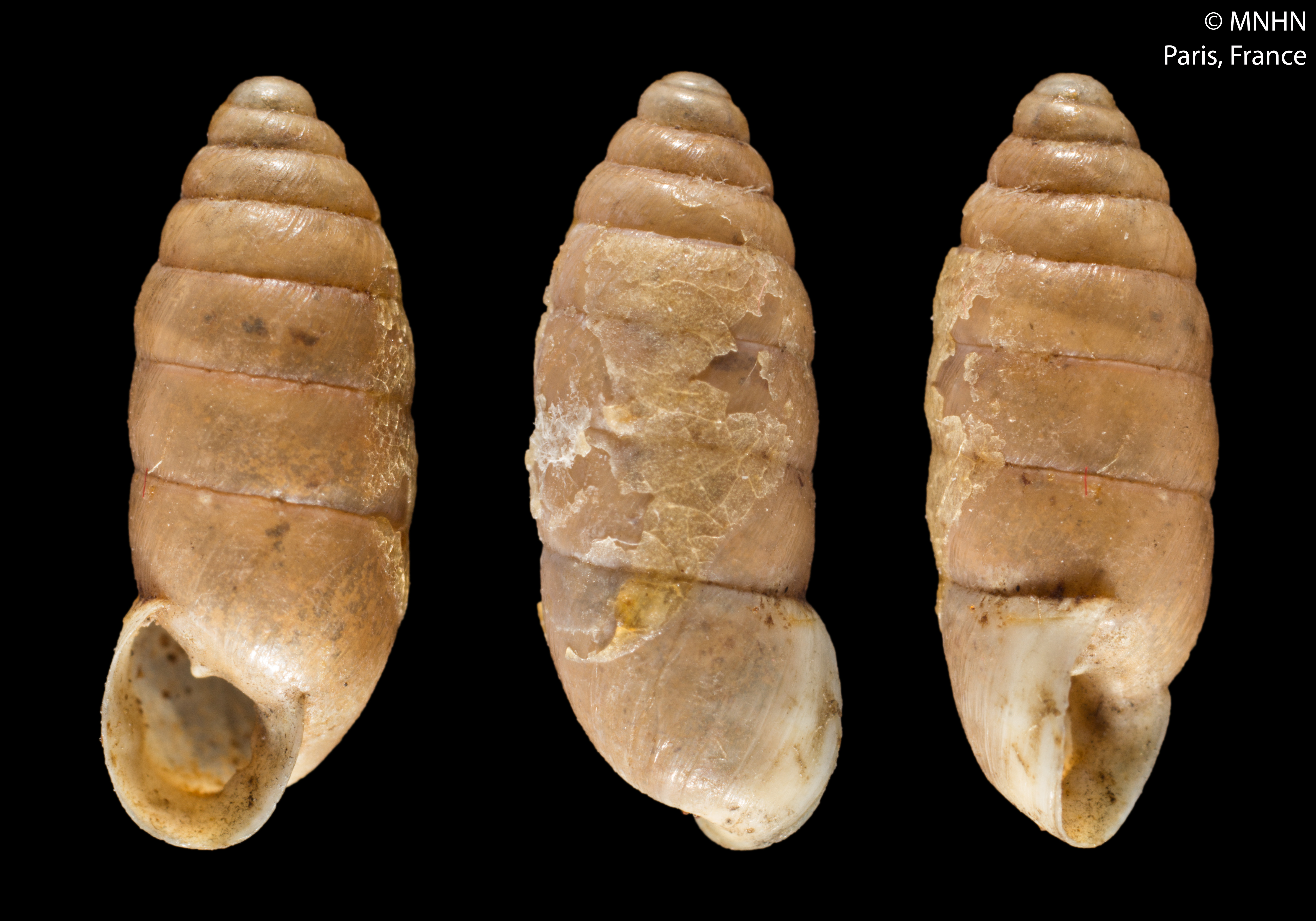
Individu aux dents peu développées.
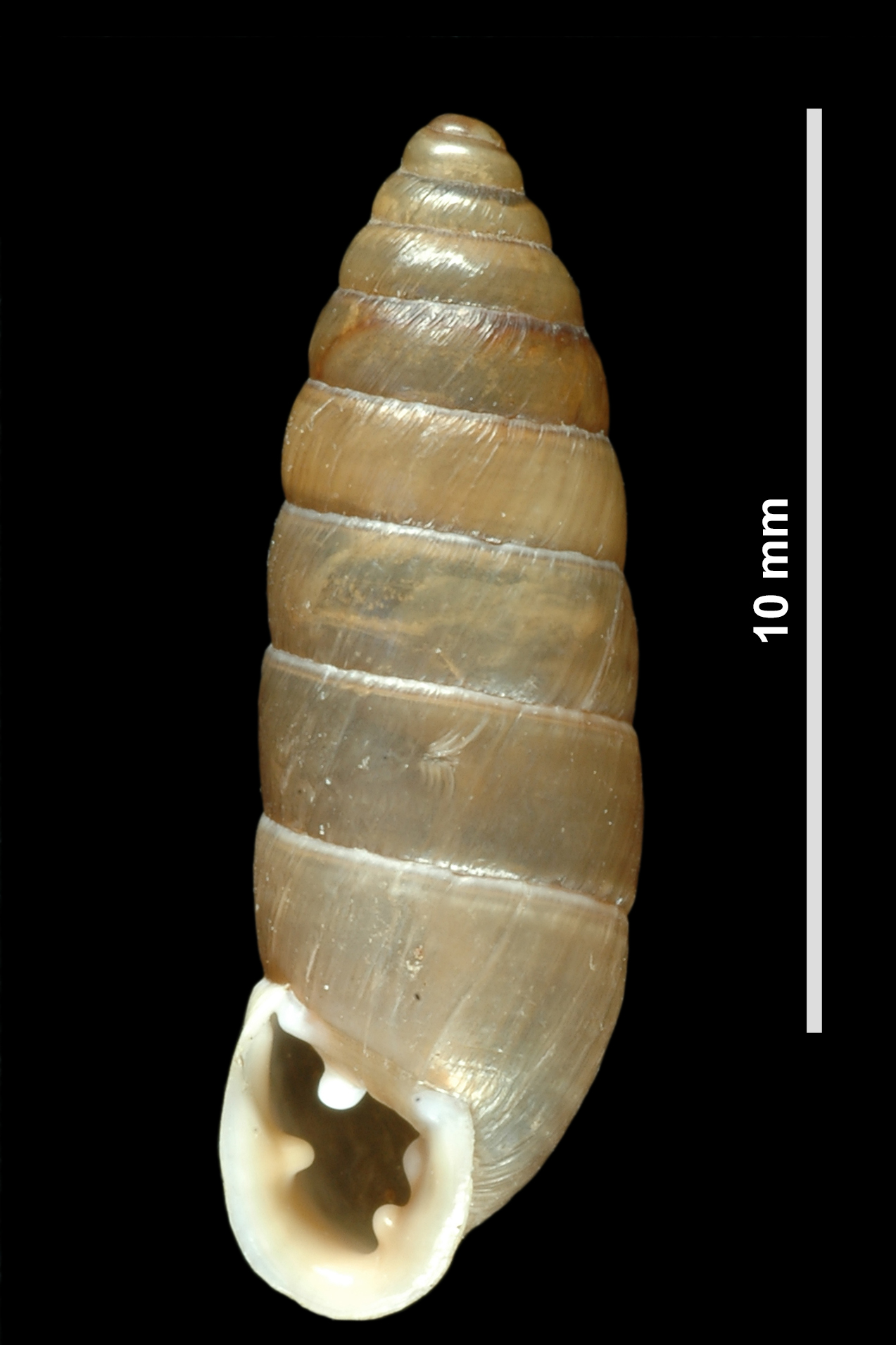
Individu aux dents bien visibles.
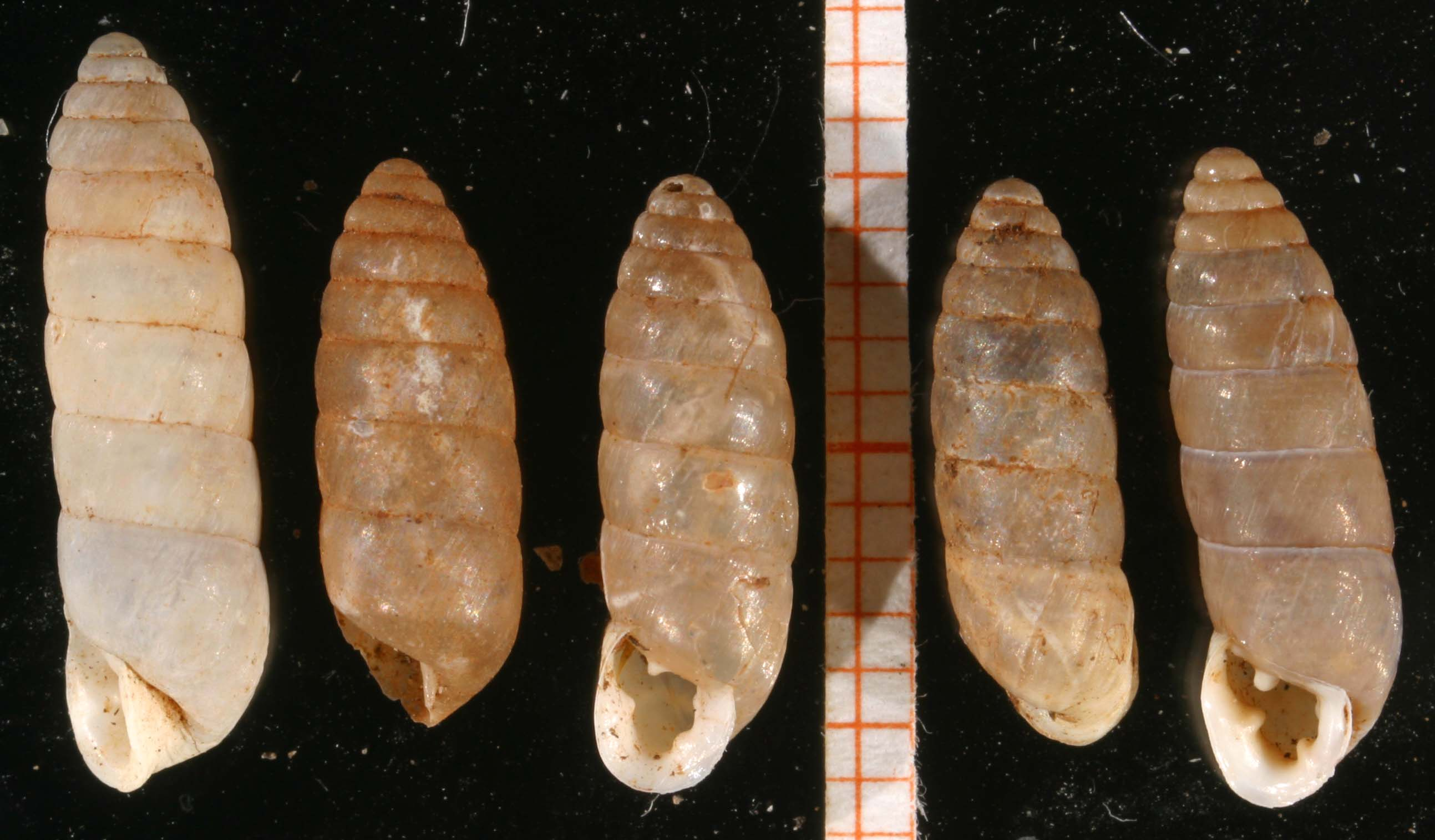
Spécimens de tailles différentes.

## Taxonomie
Jaminia quadridens a été décrite pour la première fois par Otto Friedrich Müller en 1774, sous le nom de Helix quadridens. Elle a été nommée également Chondrula quadridens et Buliminus quadridens (synonymes).
Elle présente deux sous-espèces : 
1. la sous-espèce nominale Jaminia quadridens quadridens (syn. : Buliminus (Chondrula) niso (Risso, 1826), Jaminia niso Risso, 1826, Jaminia heterostropha Risso 1826)[4], répartie de l'Espagne à la Roumanie[5];
2. la sous-espèce Jaminia quadridens elongata (Moquin-Tandon, 1856)[6], répartie de l'Espagne à l'Italie et en Corse[7].